# Niccolò di Forzore Spinelli

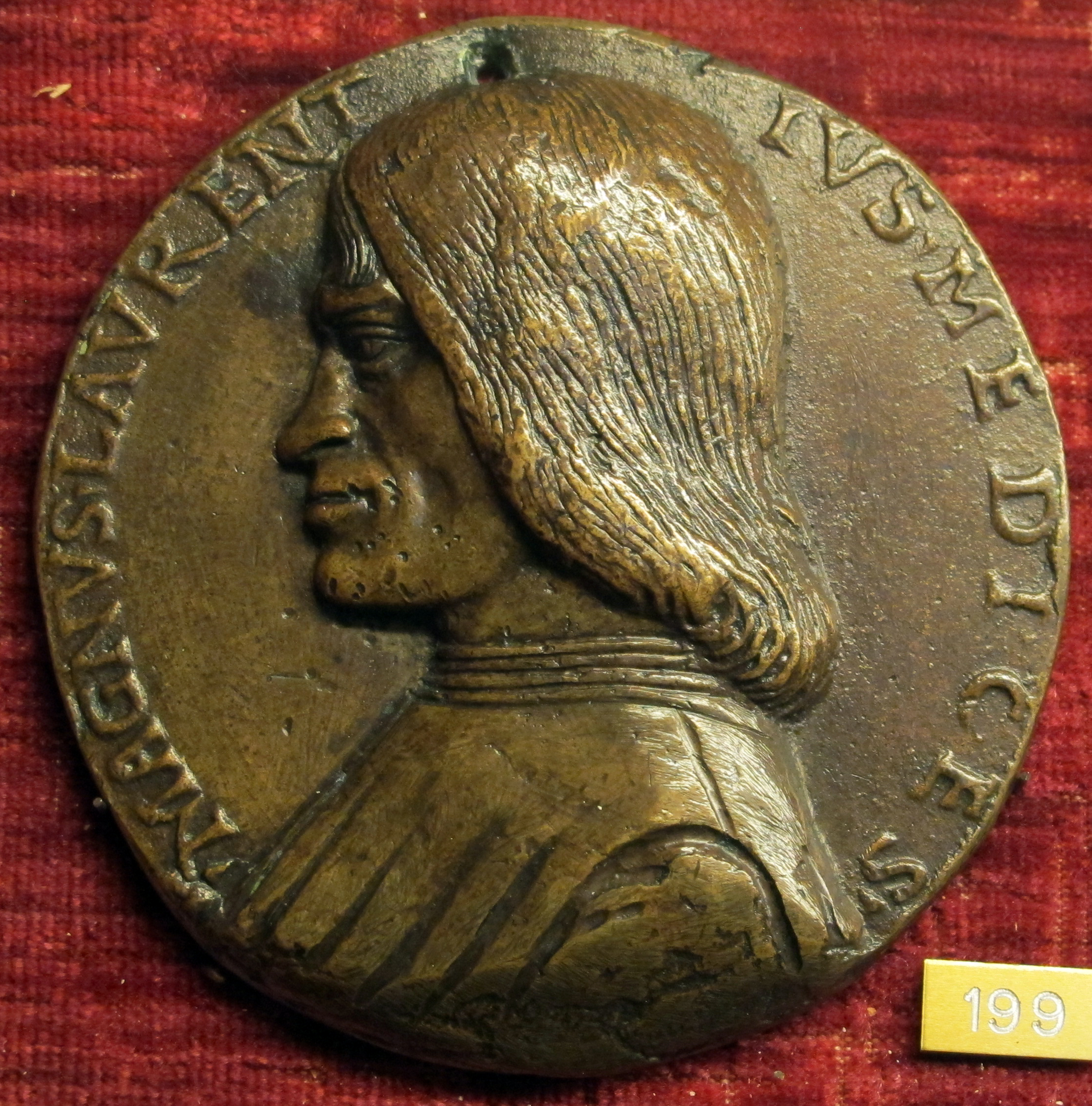
Medaglia di Lorenzo il Magnifico

Niccolò di Forzore Spinelli, detto anche Niccolò Fiorentino (Arezzo, 1430 – Firenze, 1514), è stato un medaglista italiano.

## Biografia
Era pronipote del pittore Spinello Aretino. 
Fu attivo per lo più a Firenze, dove ebbe un numero imprecisato di imitatori. Visitò anche le Fiandre e la corte di Borgogna.
Delle circa 150 medaglie riferibili al suo stile solo cinque sono firmate e sono considerati tra i migliori raggiungimenti della medaglistica italiana del Quattrocento. Esse sono quella di Silvestro Daziari, vescovo di Chioggia (1485), quella di Alfonso I d'Este (1492), quella di Antonio Geraldini, quella di A. della Lecia e quella di Lorenzo il Magnifico.
Fu attivo dal 1480 al 1510 e usò sempre la tecnica della fusione a cera persa, non il conio che iniziava a diffondersi in quegli anni.